# Захарія (каган)
Захарія (*д/н —до 890) — каган Хозарської держави у 860—870-х роках.

## Життєпис
Походив з династії Ашина. Син кагана Тархан, що виконував номінальну функцію. Можливо задля збільшення прихильників син останнього прийняв юдаїзм, ставши Захарією. Більшість відомостей про нього належить до посольства Кирила до Хозарії у 861 році. Напевне посів трон декілька років перед тим. Він зобов'язався не переслідувати християн. Але фактичним володарем був бек-мелех Завулон.
Належність до юдаїзму та старовинної династії Ашина могла допомогти кагану Захарії підвищити свій статус, особливо його вага збільшилася після важких війн хозар проти русів, що завдали значних ударів хозарським містам. Захарія міг використати невдоволення ремісників та кіпців, а також осілої знаті задля спроби захоплення влади. Втім, напевне, наступний бек-мелех Манасія II повалив Захарію. Є гіпотеза, що титул кагана залишився вільним до кінця існування каганату.